# Aoi Hiiragi
Aoi Hiiragi (柊 あおい, Hiiragi Aoi) est une mangaka japonaise née le 22 novembre 1962 à Kamifukuoka (depuis 2005, Fujimino) dans la préfecture de Saitama et ayant grandi dans la préfecture de Tochigi.
Elle a publié son premier manga en 1984. Deux de ses mangas, Baron, neko no danshaku (バロン―猫の男爵) et Si tu tends l'oreille (耳をすませば, Mimi o sumaseba) ont fait l'objet d'une adaptation en film d'animation par le studio Ghibli. Le scénario de ce dernier ayant été remanié par Hayao Miyazaki.

## Œuvres
- 1989: Si tu tends l'oreille (耳をすませば, Mimi wo sumaseba?), adapté en film d'animation Si tu tends l'oreille par le Studio Ghibli
- 1993: Step (ステップ?)
- 1995: Si tu tend l'oreille: temps heureux (耳をすませば 幸せな時間, Mimi o sumaseba: shiawase na jikan?)
- 2002: Baron, neko no danshaku (バロン―猫の男爵?), adapté en film d'animation Le Royaume des chats (猫の恩返し, Neko no ongaeshi?)